# Prefijo
En morfología lingüística, un prefijo (del latín praefixus, participio de praefigĕre: ‘colocar delante’) es un morfema de la clase de los afijos que se antepone a una raíz, lexema o base léxica para formar una opción lexical con diferente significado (prefijo derivativo) o que expresa categorías gramaticales diferentes (prefijo flexivo).
En español, todos los prefijos son derivativos, y no existen prefijos flexivos; un ejemplo es el prefijo re-, que genera, entre otros: renacer, recaer, repasar, etc. Sin embargo, en algunos idiomas los prefijos son casi exclusivamente flexivos, como sucede en muchos subgrupos de idiomas nigerocongoleses y en algunos idiomas ye.
Al proceso para crear nuevas palabras o neologismos mediante prefijos se lo conoce como «prefijación». La prefijación puede ser una clase de derivación o de flexión, aunque esto último es tipológicamente menos frecuente; por ejemplo en español prácticamente todos los prefijos son derivativos.

## Los prefijos en los idiomas del mundo
Los prefijos son un procedimiento morfológico moderadamente frecuente en los idiomas del mundo; alrededor de un 40 % de los idiomas del mundo utilizan en alguna medida importante los prefijos como parte de la morfología.
Los idiomas exclusivamente o casi exclusivamente prefijantes son solo un 16 % de los idiomas del mundo. Los idiomas que usan preferentemente sufijos se concentran en África (especialmente entre los idiomas nigerocongoleses) y en el centro de México (especialmente entre los idiomas otomangueanos).
En muchos idiomas ―como los idiomas indoeuropeos― los prefijos son bastante asimétricos respecto a los sufijos, ya que se usan en la derivación, pero no en la flexión.

## Prefijos en español
En el idioma español, el papel de los prefijos es más limitado que el de los sufijos, ya que se usan solo en la derivación, nunca en la flexión (a diferencia de lo que ocurre con los sufijos). Fonológicamente los prefijos nunca provocan cambios de acento, a diferencia de los sufijos y son siempre átonos.
En idioma español, generalmente los prefijos provienen de antiguas preposiciones de origen latino (los prefijoides en cambio provienen tanto del latín como del griego). Lo que quiere decir que un prefijo es la sílaba o palabra que se antepone a la raíz de una palabra, para formar otra palabra con otro significado pero manteniendo siempre la relación con el vocablo inicial.

### Escritura
En el idioma español, el uso y la ortografía de los prefijos están bastante definidos desde tiempos antiguos, sobre todo en comparación con otros idiomas como el inglés. Sin embargo, la Asociación de Academias de la Lengua no ofrecieron regulación normativa respecto a su escritura hasta la Ortografía de la lengua española de 2010.

### Tipos de prefijos
Podemos clasificarlos por sus características, por su posición o por su origen. Por sus características podemos decir que existen dos tipos de prefijos: los prefijos propiamente dichos y los prefijoides. Estos últimos poseen un carácter parecido al de los prefijos, aunque con algunas diferencias:
- Poseen un significado léxico, porque son, en realidad, sustantivos que provienen de lexemas latinos, griegos o extranjeros, no de preposiciones.
- Forman series no de palabras derivadas, sino de palabras compuestas, ejemplos: aeropuerto, aeroflota, aerotransportado, aeromoza.
- Como formantes léxicos, pueden aparecer tanto a principio como a final de las palabras como sufijos, ejemplos: filo soviético bíblio filo, grafo 'manía / reprografía, fagocitar, aerófago.

En cuanto a su posición, algunos prefijos pueden superponerse a palabras derivadas formadas con otros prefijos (por ejemplo, redescubrir); otros se sitúan delante del lexema directamente.
En cuanto a su origen, la mayoría provienen del latín y otros del griego, a veces incluso a través del latín. Muchas palabras griegas fueron traducidas al latín calcando prefijos griegos con otros latinos: metamorfosis da lugar a transformatio (de donde el español «transformación»).
Por lo que toca a su significado, pueden clasificarse en estos cinco tipos:
1. De negación: a- / an-; anti-; contra-; des- / dis- / de-; ex- ; extra-; in- / im- / i-.
2. Locativos: ante-; circum- / circun- ; entre- / inter-; infra-; pos- / post; sub- / so-; super- / sobre-; trans- / tras-; ultra-; vice-.
3. Temporales: ante-; pos- / post-; pre-.
4. De intensificación: archi-; extra-; hiper-; re-; super-; ultra-.
5. De cantidad y tamaño: bi- / bis-; mini-; mono- / mon-; multi-; pluri-; semi-; uni-.[5]

### Origen
La mayoría de los prefijos del español provienen de antiguas preposiciones latinas. Sin embargo la clase de los prefijoides son raíces latinas o griegas, usadas para formar neologismos.